# PaplesWeb

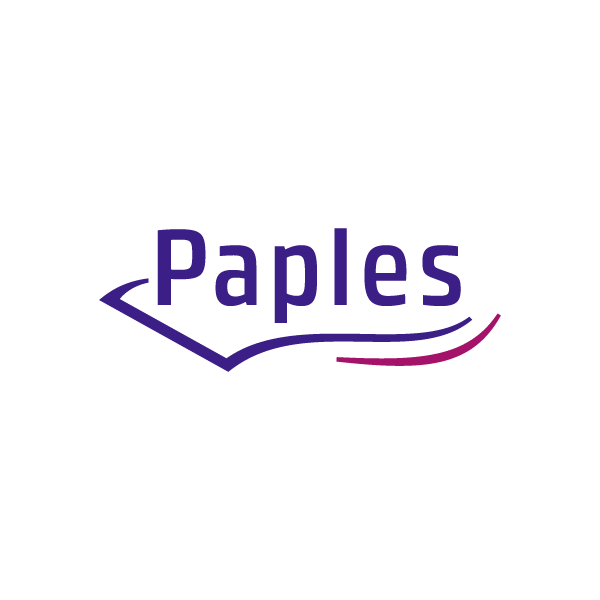
Paplesロゴ

Paples（パピレス）は日鉄日立システムソリューションズが開発・発売している
Paplesシリーズの主力製品で、1992年に発売されたソフトウェア。製品の種別としては電子帳票システムだが、電子帳票システムの大きな特徴である帳票の電子保存機能以外にも、帳票作成・帳票出力などの機能も有し、帳票基盤システムをワンパッケージで構築することが可能な製品。PaplesⅡ、PaplesⅢ、PaplesWebを経て
現在のPaples5の最新バージョンは5.2である（2018年4月現在）。
2015年に多言語による帳票作成・管理やWindowsタブレットからの閲覧・操作に対応したPaples5の本格販売も開始され、2018年4月より基幹システムの明細データとスキャニングされた文書も帳票と合わせて管理できる機能も追加販売される。
2021年の電子帳簿保存法の大幅改正に対応した帳簿・書類電子データ保存、スキャナ保存、電子取引データ保存に対応したソリューションとコンサルティングサービスを提供している。

## 特徴
大きく分けて以下の5つの機能を有する。
- 電子保存
メインフレームやオープンシステム等、上位のシステムから出力された帳票をPaplesWebサーバに取込み、独自形式で保存される。保存された帳票はWebブラウザから閲覧し、複合条件検索・自動配信・帳票のデータ活用等が可能。また、WORD・EXCEL・PDF・画像等の文書ファイル・証憑のアーカイブを行うことも可能。

- 帳票設計（PaplesReports）
RDBやCSV形式のデータを取込み、GUI画面の操作で罫線や文字、バーコード等の入った帳票をプログラムレスで設計。作成された帳票は、PaplesWebサーバで管理され、閲覧・検索・加工・データ抽出などが可能。

- 帳票出力
上位側システムの帳票出力JOBが終了した時点で、予め設定されたプリンタへの自動印刷を行う。併せて、両面印刷・ステイプル・仕切り紙の挿入等の操作も可能。また、FAXサーバシステムと連携して取引先などへ自動FAX送信環境を構築することも出来る。

- 帳票管理
フォルダや帳票ごとに各種権限を設定し、文書のセキュリティ管理を行う。アクセスログ管理機能で「誰が・いつ・どの文書を操作したか」が確認でき、利用されていない帳票の判別や企業の内部統制対応にも活用可能。

- 帳票活用
帳票を業務活用する様々な機能を有する。自動PDF化メール添付配信による請求書や給与明細の配布機能やミルシート、レシピ表など画像やPDF保管されたデータとシステム出力された製造指図書などの帳票との紐付管理機能や重畳印刷機能、取引先とWeb上で帳票共有し電子検印やメール通知による簡易ワークフロー機能など様々な業務適用が可能。
- 電子帳簿保存法対応サポートサービス
国税関係帳簿書類の電磁的記録について定めた法令要件に沿った帳簿・書類の電子データ保管や国税局への届出について、同法対応実績が多数ある税理士と連携してコンサルティングサービスを行っている。スキャナ保存要件対応や電子取引データの棚卸支援などもサポートしている。

## オプション機能
- Paplesドライバ
Windows PCで印刷先を「Paples」に設定するだけでPaples独自形式に変換し、電子保存する機能。ERPパッケージやSVF等他の帳票ツールで作成した帳票も電子化可能。

- PaplesReports
Unicode対応帳票作成ツール。GUI画面の操作で、罫線や図形、文字、バーコードの入ったカラー帳票をプログラムレスで設計が可能。

- Paples for imagio
リコーのプリンタimagioシリーズの操作パネルからPCなしで直接帳票を印刷することが可能。工場や対面接客業態等でPCが使用できない現場でもシステム帳票の印刷が可能となる。2017年12月販売終了。

- Paples Connector for i
IBM iユーザ用の連携オプション。PaplesWebが取り込み可能な連携用ファイルを自動生成し、IBM iから出力される帳票をシームレスに取込むことが可能。
- ドキュメント管理
PDFやOffice文書等を取り込み、属性情報付加し保存・検索タイムスタンプの付加・管理が可能。仕訳明細データと紐付け管理し電子帳簿保存法のスキャナ保存要件に対応した運用も可能。OCR連携やバッチ処理による自動化にも対応。
- PaplesDataStore
上位システムから出力された帳票データ以外の各種データを保存・アーカイブする。電子帳簿保存法の各区分要件則った帳票や証憑との紐付け管理し、長期保存・バージョン管理・検索・参照が可能。
- 電子捺印・簡易ワークフロー
ユーザごとに電子印影を登録し、電子帳票上で押印後措置後に登録者にメール通知する機能。簡易ワークフローとして活用できる。

## 連携製品
- ERP
SAP
Oracle E-Business Suite(OracleEBS)
GRANDIT
SuperStream
GrowOne
OBIC7
Dream21

- 帳票ツール
Super Visual Formade（SVF）
uCosminexus EUR
Crystal Reports
Create!Form

- メインフレーム
日立 VOSシリーズ
IBM AS400、IBMi
NEC ACOS-4シリーズ
UNISYS OS2200

- FAX-ASP
TransFax
- ワークフロー
intra-mart
Speed-I ワークフローテンプレート（SAP ERP）
Hi-PerBT

他 連携実績多数